# Brennu Njáls saga

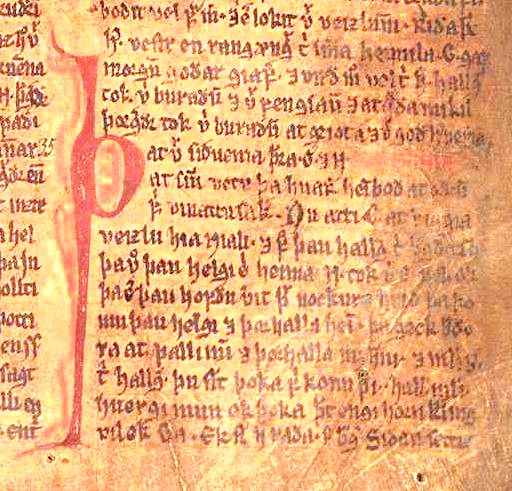
Seite der Njáls saga aus der Möðruvallabók

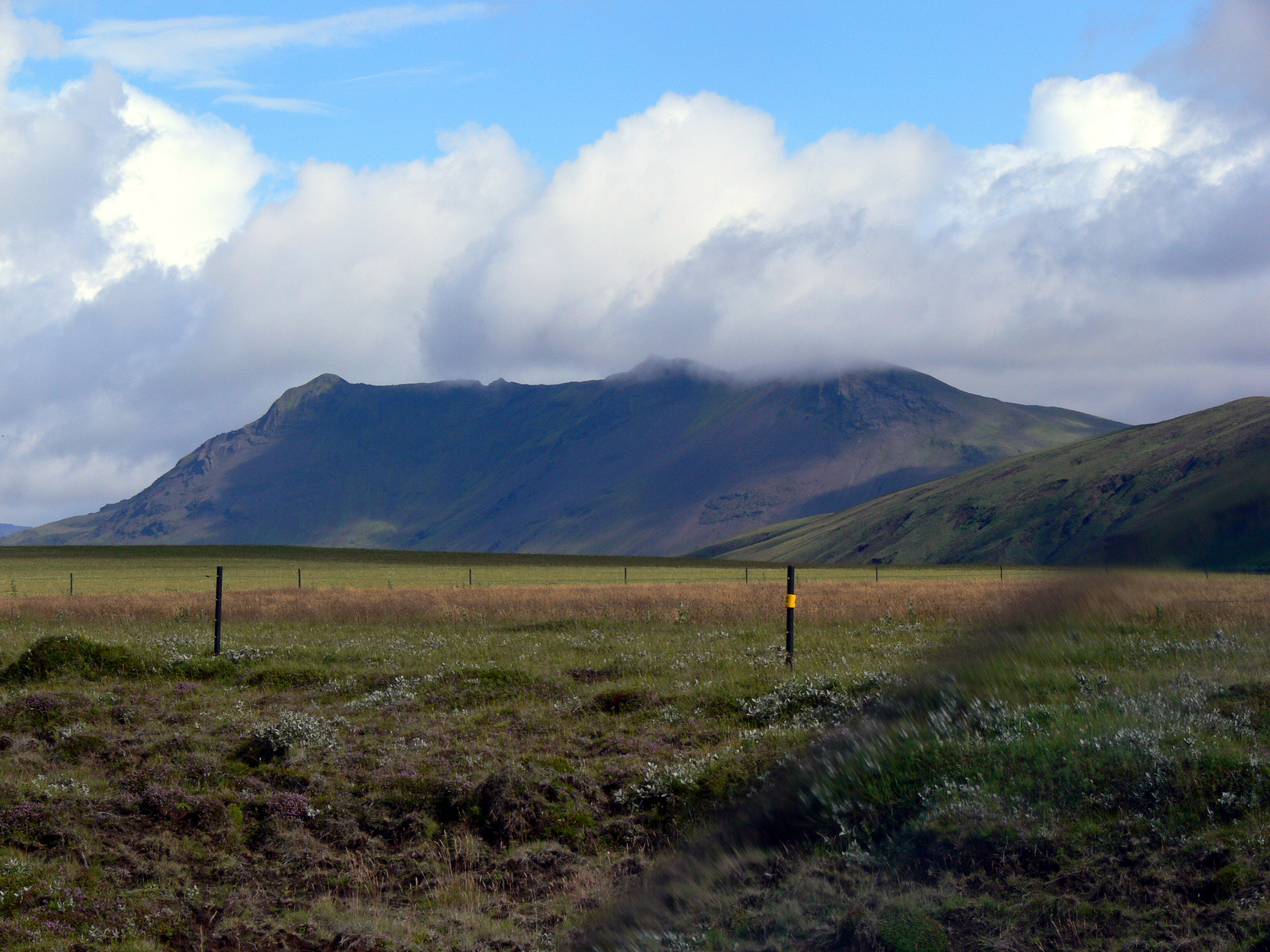
Berg Þríhyrningur in Fljótshlíð, wo sich Flosi und seine Mannen versteckten

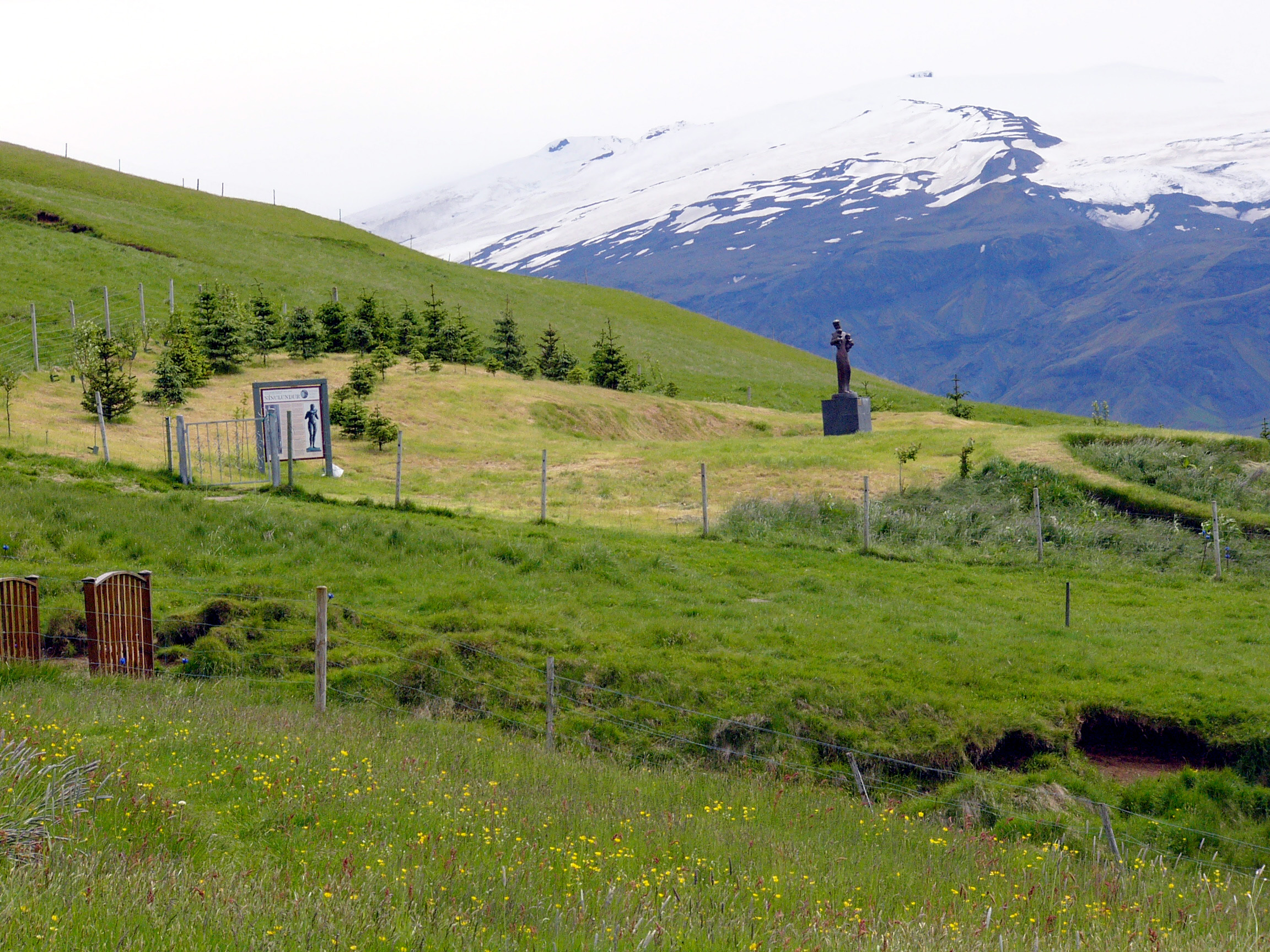
Denkmal in Hlíðarendi, Fljótshlíð

Die Njáls saga, oft auch Brennu Njáls saga genannt (aisl. Die Saga von Njáll bzw. Die Saga von der Brenna Njálls, manchmal Njála abgekürzt) ist eine der bekanntesten und beliebtesten Isländersagas. Brenna ist dabei die Bezeichnung für eine Form des Mordes durch Brandstiftung und erscheint als Motiv auch in anderen Isländersagas.
Die Njáls saga ist die längste aller Isländersagas und die einzige, deren Hauptschauplatz das südliche Island ist.

## Inhalt
Eine Fehde zwischen den ehemals befreundeten Familien von Njáll Þórgeirsson und seiner Frau Bergþóra Skarpheðinsdóttir in Bergþórshvóll einerseits und Gunnar Hámundarson und dessen Frau Hallgerður Höskuldsdóttir auf Hlíðarendi andererseits führt dazu, dass Njáll das Haus über dem Kopf angezündet wird.

## Schriftliche Fixierung
Verfasst wurde die Njáls saga von einem unbekannten Autor vermutlich zwischen 1270 und 1290 (1280 nach Einar Ólafur Sveinsson). Der unbekannte Verfasser kannte offensichtlich ältere Sagas, Königssagas und Vorzeitsagas, die er verwendet hat und dürfte bei der Gestaltung einzelner Szenen auch auf Geschehnisse aus einigen Samtíðasögur (dt. zeitgenössische Sagas) zurückgegriffen haben.

## Bezug zu anderen altisländischen Quellen
Njáll Þórgeirsson, die Brenna, sein späterer Schwiegersohn Kári Sölmundarson, Gunnar Hámundarson und andere Figuren werden in der Landnámabók erwähnt, die Kristni saga kennt Brennu-Flosi.

## Handschriften
Sie wurde in 19 mittelalterlichen Handschriften und Fragmenten überliefert; dazu kommen noch fünf Pergamenthandschriften aus der Zeit um 1600 und aus dem 17. Jahrhundert. Die Handschriften werden in drei Gruppen geteilt: X, Y und Z. Der Unterschied zwischen X und Y ist so groß, dass von zwei Fassungen ausgegangen wird. Wichtigste Handschriften der jeweiligen Gruppe sind:
- X-Gruppe: enthält 29 zusätzliche Strophen (vísnaauki Njáls sögu). Reykjabók (AM 468 4to), Kálfalækjarbók (AM 133 fol.)
- Y-Gruppe: Möðruvallabók (AM 132 fol.)
- Z-Gruppe: Gráskinna (Gl. kgl. sml. 2870 4to)

## Bearbeitungen
Der national bekannte isländische Künstler Friðrik Þór Friðriksson inszenierte 1980 einen experimentellen Film zum Thema.
1989 produzierte die britische BBC eine Hörspielfassung der Saga nach einem Manuskript von David Wade. Dasselbe Skript wurde 1991 in deutscher Übersetzung vom WDR vertont.
Das isländische Fernsehen hat schließlich die Saga 2004 verfilmt.

### Textausgaben
- O. Olavius: Sagan af Niáli Þórgeirssyni ok sonvm hans. 1772. Digitalisat
- Konráð Gíslason: Njála I-II, 1875–1889.
- Finnur Jónsson: Brennu-Njáls saga. Altnordische Sagabibliothek 13, 1908.
- Einar Ólafur Sveinsson: Brennu Njáls saga. Íslenzk Fornrit XII, 1954.

### Übersetzungen
- Heller, Rolf (Hrsg., Übers.): Isländer-Sagas. Zweiter Band. Die Saga von Njal. Die Saga von Grettir. Insel, Leipzig 1982.
- Heusler, Andreas (Übers.): Die Geschichte vom weisen Njal. In: Niedner, Felix (Hrsg.); Thule. Altnordische Dichtung und Prosa. Vierter Band. Eugen Diederichs, Jena 1914.
- Naumann, Hans-Peter (Hrsg., Übers.): Njals saga. Die Saga von Njal und dem Mordbrand. In: Petersson, Rikke (Hrsg.): Skandinavistik. Sprache-Literatur-Kultur. Band 3. Lit, Münster 2005.
- Karl Ludvig Wetzig: Die Saga von Brennu-Njáll. Brennu-Njáls Saga. In: Isländer Sagas I. Fischer Verlag, Frankfurt/Main 2011, S. 449–814.

### Hörbuch
- Arthúr Björgvin Bollason erzählt die Saga von Njáll (Njáls saga) in: "Die Saga-Aufnahmen (I): Die Saga von Njáll (Njáls saga) / Die Saga der Leute aus dem Lachsflusstal (Laxdæla saga)", supposé, Berlin 2011, ISBN 978-3-86385-001-2 (deutsch)

### Sekundärliteratur
- Claudia Müller: Erzähltes Wissen. Die Isländersagas in der Möðruvallabók (AM 132 fol.) (= Texte und Untersuchungen zur Germanistik und zur Skandinavistik, Bd. 47; zugl. Bonn, Univ.Diss., 1999), P. Lang, Frankfurt am Main, 2001.
- Jónas Kristjánsson: Eddas und Sagas. Die mittelalterliche Literatur Islands. Übertragen von Magnús Pétursson und Astrid van Nahl, H. Buske, Hamburg, 1994, S. 300–309.
- Sverrir Tómasson: Njáls saga. In: Reallexikon der Germanischen Altertumskunde. Band 21. Walter de Gruyter, Berlin/New York 2002, S. 231–234.